# Камынин, Лукьян Иванович
Лукьян Иванович Камынин (Комынин) (1720—1788) — сенатор, действительный тайный советник. 

## Биография
Происходил из древнего рода Камыниных. Родился в 1720 году. 
В 1764 году был обер-прокурором 5-го департамента Сената в Москве.
В 1767 году участвовал в выборах предводителя дворян в Московском уезде и был баллотирован; 22 сентября 1767 года произведён в тайные советники и назначен сенатором того же департамента; в 1768—1773 годах был сенатором во 2-м департаменте в Петербурге, а с 1774 года  — снова в Москве, в 6-м департаменте. В 1774 году подписал решение суда о смертной казни Е. И. Пугачёва и его соратников. В 1775 году получил чин действительного статского советника.
В 1777—1780 годах был Калужским губернским предводителем дворянства.; в Мещовском уезде губернии он имел имение в селе Конецполье.
В 1785 году ему в непосредственное заведование была дана Вотчинная коллегия для того, чтобы по возможности скорее привести к окончанию её дела и закрыть эту коллегию; он успешно исполнил это поручение и представил свои соображения об устройстве архива вотчинных дел и выработал для него штат, который и был утверждён; таким образом, Камынин у истоков создания Московского архива Министерства юстиции. Вышел в отставку 18 декабря 1786 года. 
Умер 24 апреля (5 мая) 1788 года. Похоронен в Донском монастыре; могила утеряна.
Имел ордена Св. Анны (1770) и Св. Александра Невского (1775).
В 1758 году приобрёл у своего близкого родственника, князя Григория Алексеевича Щербатова за 150 рублей земельный участок, где выстроил усадебный дом. Женился на сестре Щербатова, Екатерине Алексеевне. 